# Romanos (Zaragoza)
Romanos es un municipio español del Campo Romanos, en la comarca del Campo de Daroca, en la provincia de Zaragoza, comunidad autónoma de Aragón.

## Historia

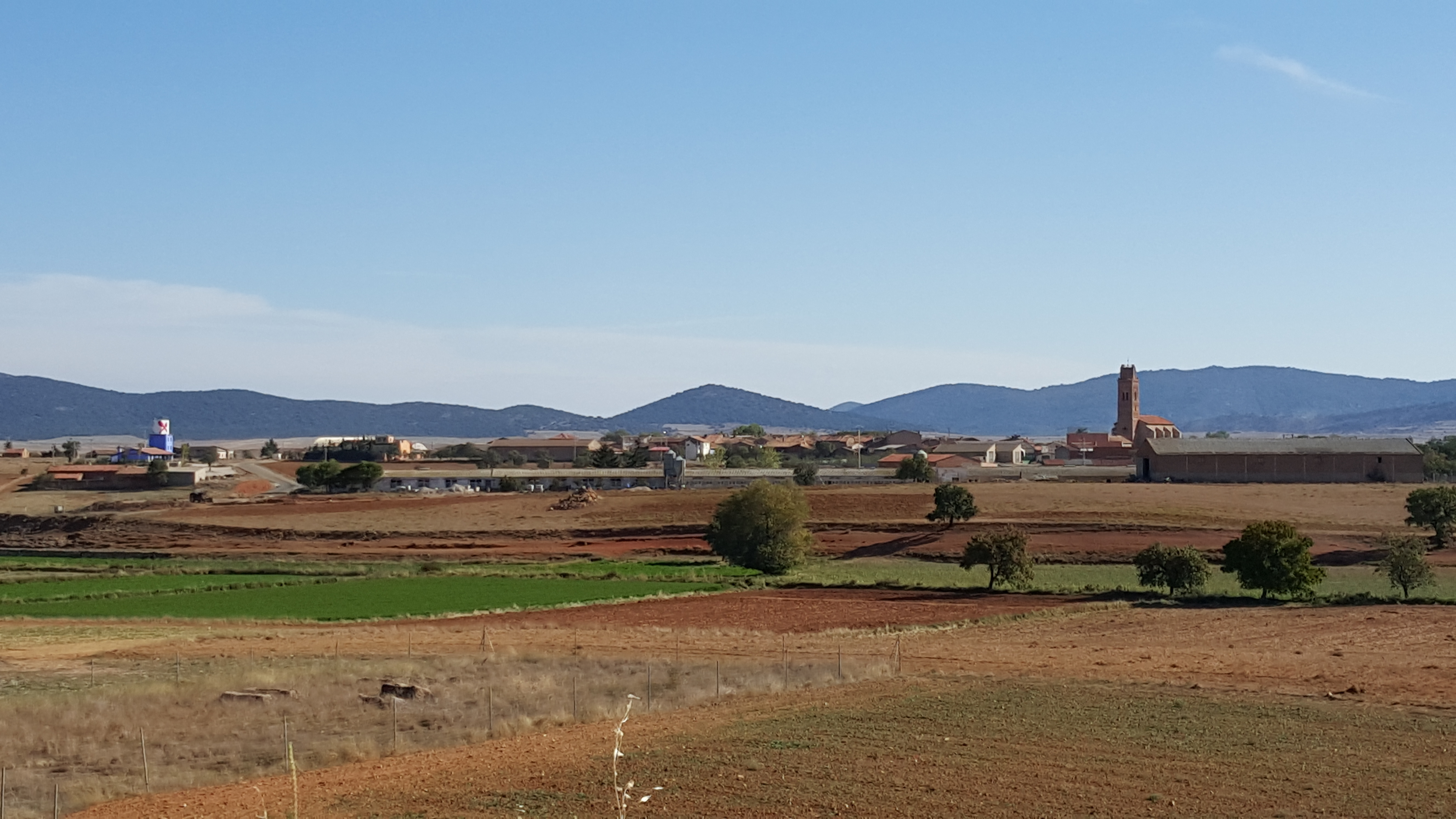
Vista lejana de Romanos.

En el año 1248, por privilegio de Jaime I, este lugar se desliga de la dependencia de Daroca, pasando a formar parte de Sesma de Langa en la Comunidad de Aldeas de Daroca, que dependían directamente del rey, perdurando este régimen administrativo hasta la muerte de Fernando VII en 1833, siendo disuelta ya en 1838.
A mediados del siglo XIX, el lugar tenía contabilizada una población de 149 habitantes. Aparece descrito en el decimotercer volumen del Diccionario geográfico-estadístico-histórico de España y sus posesiones de Ultramar de Pascual Madoz de la siguiente manera:

ROMANOS: l. con ayunt. de la prov., aud. terr. y dióc. de Zaragoza (12 leg.), c. g. de Aragon, part. jud. de Daroca (2). sit. en terreno llano, le baten los vientos del N. y S.; su clima es templado y saludable. Tiene 40 casas; escuela de niños concurrida por 25 y dotada con 320 rs.; igl. parr. (San Pedro Apóstol) de primer ascenso, servida por un cura de provision real ó del ordinario, segun el mes de la vacante, y un cementerio junto á la misma igl. Los vec. se surten de una fuente contigua á la pobl., de buena calidad. Confina el térm. por N. con Villadoz; E. Villahermosa; S. Lechon, y O. Villarroya; su estension es de 2 leg. en todas direcciones; contiene una deh. en la parte del Rato al O. de 50 cahizadas. El terreno es llano de buena calidad. Los caminos son locales y la carretera de Zaragoza á Valencia, en la que hay 2 ventas. El correo se recibe de Daroca por un encargado del ayunt. dos veces á la semana. prod.: trigo y cebada; mantiene ganado lanar y hay alguna caza de liebres. ind.: la agrícola, un molino harinero movido por el agua de una fuente y una tienda abaceria. pobl.: 32 vec., 149 alm. cap. prod.: 485,910 rs. imp.: 29,500. contr.: 6,167.
(Madoz, 1849, p. 551)

## Demografía
Romanos cuenta con una población de 145 habitantes (INE 2024).
| Gráfica de evolución demográfica de Romanos entre 1842 y 2021                                                       |
| |
| Población de derecho según los censos de población del INE Población de hecho según los censos de población del INE |

## Administración y política
| Período   | Alcalde                          | Partido |  |
| --------- | -------------------------------- | ------- |  |
| 1979-1983 | Jesús Bartolomé Tomás Gutiérrez  | UCD     |  |
| 1983-1987 | José Tomás Gutiérrez             | AP      |  |
| 1987-1991 | José Tomás Gutiérrez             | AP      |  |
| 1991-1995 | María Remedios Sebastián Bello   | PAR     |  |
| 1995-1999 | Francisco Javier Marzo Pellejero | PP      |  |
| 1999-2003 | Francisco Javier Marzo Pellejero | PP      |  |
| 2003-2007 | Alfonso Javier Abián Castillo    | PAR     |  |
| 2007-2011 | Pedro Miguel Hernández           | PP      |  |
| 2011-2015 | Carlos Castillo Hernández        | PAR     |  |
| 2015-2019 | Raúl David Tomás Pardos          | PSOE    |  |
| 2019-2023 | Raúl David Tomás Pardos          | PSOE    |  |
| 2023-2027 | Raúl David Tomás Pardos          | PSOE    |  |

| Partido político    | Partido político                                   | 2003   | 2007   | 2011   | 2015   | 2019   | 2023   |
| Partido político    | Partido político                                   | Ediles | Ediles | Ediles | Ediles | Ediles | Ediles |
|                     | Partido de los Socialistas de Aragón (PSOE-Aragón) | —      | 1      | 2      | 3      | 4      | 4      |
|                     | Partido Popular de Aragón (PP)                     | —      | 3      | 2      | 1      | 1      | —      |
|                     | Partido Aragonés (PAR)                             | 5      | 1      | 1      | 1      | —      | —      |
|                     | Chunta Aragonesista (CHA)                          | —      | —      | —      | —      | —      | 1      |
|                     | Izquierda Unida (IU)                               | —      | —      | —      | —      | —      | —      |
|                     | Vox                                                | —      | —      | —      | —      | —      | —      |
| Total de concejales | Total de concejales                                | 5      | 5      | 5      | 5      | 5      | 5      |

## Patrimonio
Fue un pueblo importante en la época de la reconquista durante la guerra de los dos Pedros. Se conservan restos del recinto del castillo del siglo XIV, dentro del que se encuentra la iglesia parroquial de San Pedro Apóstol del siglo XVI. De la iglesia parroquial, una iglesia gótica levantina de una sola nave y ábside poligonal, hay que destacar la torre gótico mudéjar. La torre de planta cuardada es de origen militar, una torre puerta y de vigía que se cree construida hacia el 1400. Similar a las de Longares, San Miguel de los Navarros, Herrera de los Navarros, Alfajarín o Quinto. Esta esbelta torre forma parte del catálogo de 156 monumentos que el Gobierno de Aragón presentó a la Unesco para la Declaración del arte mudéjar aragonés como Patrimonio de la Humanidad. Este reconocimiento fue otorgado por la Unesco en su reunión de 2001 celebrada en Helsinki.

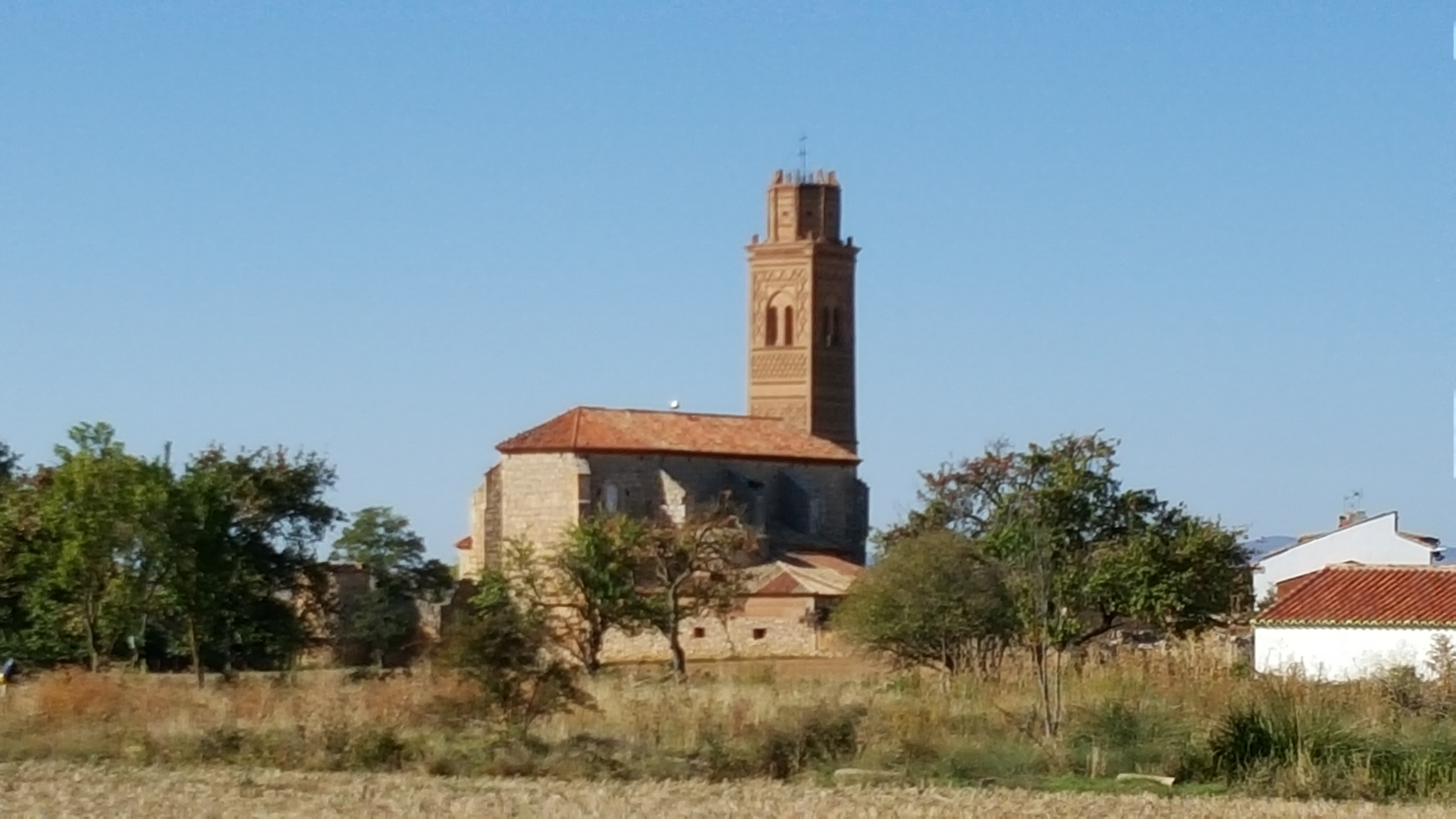
Iglesia de San Pedro

Las fiestas mayores del pueblo son en honor de san Bartolomé (24 de agosto), del 24 al 26 de agosto. El primer día (24) es el día del santo patrón y se celebra una misa en su honor precedida de una procesión alrededor del pueblo. El segundo día (25) se realiza una procesión en romería hasta la ermita de la Virgen de los Remedios que se encuentra aproximadamente a 1 km al nornoreste del municipio. Por último, el día 26 se realiza el Tradicional Reparto de Migas y Vino en Teja, gracias a la desinteresada colaboración de la gente del lugar y en especial de los que hacen y reparten las migas y el vino, conocidos como migueros y repartidores respectivamente.